# Portrait de William Sisley
William Sisley appelé aussi Portrait de William Sisley est une huile sur toile du peintre impressionniste français Auguste Renoir, réalisée en 1864. Le tableau est actuellement conservé au musée d'Orsay, à Paris. Il fut exposé sous le titre Portrait de M. W. S... au Salon de 1865, où il a été accepté avec Soirée d'été, une toile de Renoir considérée comme perdue.

## Contexte
Auguste Renoir et Alfred Sisley se sont rencontrés à l'atelier de Charles Gleyre où ils entrent en 1862.

## Description
La toile représente William Sisley, le père d'Alfred Sisley,.

## Expositions
Il a été accepté, au Salon de 1865 au Grand-Palais à Paris, où il a été exposé sous le titre de Portrait de M. W. S... (n° 1802) au côté d'une autre toile de Renoir, Soirée d'été (n° 1803). Malgré les qualités du Portrait de William Sisley, la toile fut ignorée de la critique, ni le modèle, ni l'auteur n'étaient connus.   

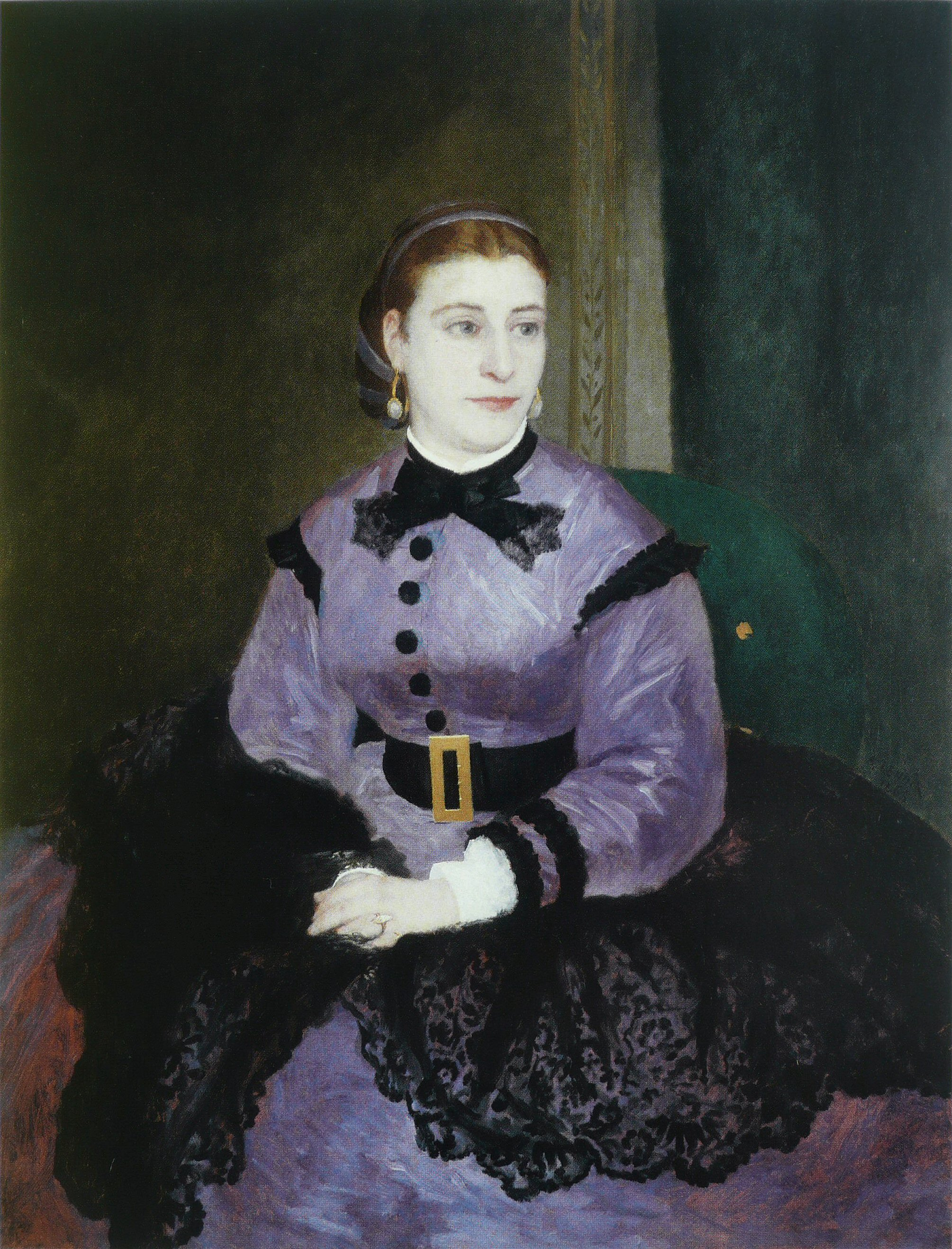
Mademoiselle Sicot par Renoir, 1865, National Gallery of Art.

Après le Salon, Renoir se voit commander le portrait de Mademoiselle Sicot, actrice de la Comédie-Française. Ce portrait réaliste est comparable à celui de William Sisley
Le Portrait de William Sisley a été exposé en juin 1912 à la Galerie Durand-Ruel à Paris.

## Provenance
- Dr Lucien-Théodore Leudet et Mme, née Aline-France Sisley, sœur d'Alfred Sisley et fille de William Sisley
- acheté le 14 février 1910 par la Galerie Bernheim-Jeune.
- 1910, Ernest May qui l’achète chez Berheim-Jeune, et le rend le 19 décembre 1910)
- 1911,  Lazare Weiller qui l’achète  en avril ou mai 1911 chez Bernheim-Jeune
- collection Paul-Louis Weiller
- collection Vincent, Paris
- jusqu'en 1952, dans une collection particulière, Paris
- 1952, vente, Paris, Galerie Charpentier, 27 mars 1952, n°21
- 1952, acquis par les Musées nationaux pour le musée du Jeu de Paume en vente publique, sur une donation anonyme canadienne  (comité du 27/03/1952, conseil du 03/04/1952)
- 1952, attribué au musée du Louvre, Paris
- de 1952 à 1986, musée du Louvre, galerie du Jeu de Paume, Paris
- 1986, affecté au musée d'Orsay, Paris